# Дронг, Иван Иосифович
Иван Иосифович Дронг (1907—1994) — тракторостроитель. Главный конструктор Минского тракторного завода (1949—1963).

## Биография
Родился в 1907 году в селе Сальково (ныне Кировоградская область, Украина). Окончил Киевский политехнический институт (1931).
В 1931—1940 работал на СТЗ. Участвовал в разработке новых конструкций тракторов [СТЗ-НАТИ, СТЗ-5 и СТЗ-8.
С 1940 — в Научном автотракторном институте (НАТИ). В 1944—1949 годах главный конструктор объединения Головтракторопром.
В 1949—1963 главный конструктор Минского тракторного завода. Руководитель разработок первых колёсных тракторов МТЗ-2. В 1958 году МТЗ-2 получили Гран-при и Золотую медаль на Всемирной выставке в Барселоне, в 1962 — в Нидерландах, в 1963 — во Франции.
После переезда в Москву Дронг работал начальником Главного управления в Государственном комитете автотракторного и сельскохозяйственного машиностроения.
В конце 1960-х годах — заместитель директора НАТИ с научной и опытно-конструкторской работы; в конце 70-х годов — помощник министра автомобильной промышленности СССР А. М. Тарасова, в 1980—1984 годах — главный специалист НАТИ.
С 1984 года на пенсии.

## Награды и премии
- Сталинская премия первой степени (1947) — за разработку конструкции гусеничного трактора «Кировец» Д-35.
- Государственная премия СССР (1971) — за создание и освоение серийного производства унифицированных колесных, полугусеничных и гусеничных тракторов классов 1,4—2 тонны тяги на основе базовой модели «Беларусь» МТЗ-50 для комплексной механизации возделывания пропашных культур.
- орден Ленина
- орден Красной Звезды (1944) — за разработку быстроходных тягачей Я-11 и Я-12
- медали